# Canton de Montlieu-la-Garde
Le canton de Montlieu-la-Garde est une ancienne division administrative française située dans le département de la Charente-Maritime et la région Poitou-Charentes.
C'était le canton portant le chef-lieu de canton le plus élevé de la Charente-Maritime, mais c'est également dans ce canton que se situe le point culminant de la partie méridionale de la Charente-Maritime.

## Géographie
Ce canton était organisé autour de Montlieu-la-Garde dans la partie méridionale de l'arrondissement de Jonzac. 
Son altitude variait de 39 m dans la Lande de Bussac-Forêt à 154 m, correspondant à une haute colline située dans la commune de Chevanceaux, le coteau de Boismorand, et qui constitue en fait le point culminant de toute la Haute Saintonge. L'altimétrie moyenne du canton s'élève à 98 m, ce qui en fait la plus élevée de toute la partie méridionale de la Charente-Maritime.
Ce canton est le lieu de source de la Seugne qui est situé au pied de la haute colline qui porte le chef-lieu de canton, ce dernier juché à 142 mètres de hauteur en fait le plus élevé de toute la Charente-Maritime.

## Représentation

### Conseillers d'arrondissement (de 1833 à 1940)
| Période                                  | Période      | Identité                                      | Étiquette               | Qualité |
| ---------------------------------------- | ------------ | --------------------------------------------- | ----------------------- | --- |
| 1833                                     | 1836         | Charles François Ansault (1803-1878)          |                         | Notaire, maire de Chevanceaux                                                                               |
| 1836                                     | 1842         | Joseph Eugène Rougier (1812-1887)             |                         | Notaire, maire de Montlieu                                                                                  |
| 1842                                     | 1848         | Jean-Louis-Nicolas-Marie Saulnier (1779-1851) |                         | Ancien chef d'escadron de gendarmerie, propriétaire à Montlieu                                              |
|                                          |              |                                               |                         | |
| 1852                                     |              | Jean-Baptiste François Élie Vigen (1808-1875) |                         | Propriétaire aux Galards, juge de paix à Montlieu-la-Garde                                                  |
|                                          |              |                                               |                         | |
| 1870                                     | 1890 (décès) | Chéri Furet                                   | Républicain             | Banquier, maire de Montlieu                                                                                 |
| 1890                                     | 1899 (décès) | Charles Bertrand                              |                         | Docteur en médecine, maire de Montlieu                                                                      |
|                                          |              |                                               |                         | |
|                                          | 1913         | Louis-Émile Chapus                            | Républicain ministériel | Licencié en droit, notaire à Chepniers                                                                      |
|                                          |              |                                               |                         | |
| 1919                                     | 1925         | Louis Chapus                                  |                         | Propriétaire à Chepniers                                                                                    |
| 1925                                     | 1940         | Louis Doussin                                 | SFIO                    | Maire de Sainte-Colombe Révoqué par le Gouvernement de Vichy                                                |
| 1940                                     |              |                                               |                         | Les conseils d'arrondissement ont été suspendus par la loi du 12 octobre 1940 et n'ont jamais été réactivés |
| Les données manquantes sont à compléter. |              |                                               |                         | |

### Conseillers généraux de 1833 à 2015
- De 1833 à 1848, les cantons de Montguyon et de Montlieu avaient le même conseiller général. Le nombre de conseillers généraux était limité à 30 par département[1].

| Période                                  | Identité                  | Parti              | Qualité                                                                       |
| ---------------------------------------- | ------------------------- | ------------------ | ----------------------------------------------------------------------------- |
| 1833-1839                                | Jean Riquet               |                    | Avocat, maire d'Orignolles                                                    |
| 1839-1848                                | Jean-Pierre Gaignon       |                    | Substitut au Procureur du Roi à Jonzac                                        |
| 1848-1862                                | Pierre Olanyer            |                    | Propriétaire à Chastenet                                                      |
| 1862-1871                                | Pierre Voisin             |                    | Notaire                                                                       |
| 1871-1898                                | Marcel Ellie              | Républicain Droite | Propriétaire, maire de Chepniers                                              |
| 1898-1907 (décès)                        | Barthélemy Savineau       | Républicain        | Propriétaire à Orignolles                                                     |
| 1907-1937 (décès)                        | Crescent Métreau          | Rad.               | Médecin à Montlieu-la-Garde                                                   |
| 1937-1940                                | Alexandre Lalève          | Rad.               | Propriétaire, administrateur de la Caisse d'Epargne à Chevanceaux             |
|                                          |                           |                    |                                                                               |
| 1943-1945                                | Pierre Joanne (1894-1984) |                    | Médecin Maire de Chevanceaux Nommé conseiller départemental en 1943           |
|                                          |                           |                    |                                                                               |
| 1945-1949                                | Laurentine Gérard         | SFIO               | Exploitante forestière et cultivatrice Maire de Polignac                      |
| 1949-1965 (démission)                    | Gustave Le Fur            | Centriste          | Chef d'entreprise, maire de Chevanceaux                                       |
| 1965-1998                                | Louis Joanne              | RI puis UDF        | Médecin Député (1968-1978) Maire de Chevanceaux (1965-1995)                   |
| 1998-2011                                | Gilbert Festal            | DVD puis UMP       | Pharmacien Maire de Chevanceaux (1995-2014) Vice-président du Conseil Général |
| 2011-2015                                | Thierry Jullien           | PS                 | Professeur des écoles Maire de Montlieu-la-Garde jusqu'en 2014                |
| Les données manquantes sont à compléter. |                           |                    |                                                                               |

## Composition
Le canton de Montlieu-la-Garde regroupait treize communes et comptait 6 384 habitants (recensement de 2006 sans doubles comptes).
| Communes                  | Population (2012) | Code postal | Code Insee |
| ------------------------- | ----------------- | ----------- | ---------- |
| Bedenac                   | 548               | 17210       | 17038      |
| Bussac-Forêt              | 938               | 17210       | 17074      |
| Chatenet                  | 213               | 17210       | 17095      |
| Chepniers                 | 641               | 17210       | 17099      |
| Chevanceaux               | 1 020             | 17210       | 17104      |
| Mérignac                  | 202               | 17210       | 17229      |
| Montlieu-la-Garde         | 1 318             | 17210       | 17243      |
| Orignolles                | 604               | 17210       | 17269      |
| Le Pin                    | 73                | 17210       | 17276      |
| Polignac                  | 121               | 17210       | 17281      |
| Pouillac                  | 222               | 17210       | 17287      |
| Sainte-Colombe            | 119               | 17210       | 17319      |
| Saint-Palais-de-Négrignac | 365               | 17210       | 17378      |

## Démographie
| 1968  | 1975  | 1982  | 1990  | 1999  | 2006  | 2011  | 2012  |
| ----- | ----- | ----- | ----- | ----- | ----- | ----- | ----- |
| 6 603 | 6 322 | 6 138 | 6 212 | 6 153 | 6 384 | 6 770 | 6 813 |